# Richard R. Arnold
Richard Robert „Ricky“ Arnold II (* 26. November 1963 in Cheverly, Maryland) ist ein ehemaliger US-amerikanischer Astronaut.

## Leben
Nach seiner Ausbildung zum Lehrer war Arnold an verschiedenen amerikanischen internationalen Schulen rund um den Globus tätig, z. B. in Casablanca (Marokko), Riad (Saudi-Arabien), Kuala Kencana (Indonesien) und in Bukarest (Rumänien).
In dieser Eigenschaft als Lehrer wurde er im Mai 2004 als Astronautenkandidat ausgewählt. Als Mitglied im Educator Astronaut Program der NASA ist es seine Aufgabe, die Erforschung des Weltraums mit dem Klassenraum in Verbindung zu bringen und so eine neue Generation von Forschern zu inspirieren.
Im August 2007 war er ein Besatzungsmitglied der NEEMO-13-Mission, einem Unterseeforschungshabitat der National Oceanic and Atmospheric Administration (NOAA) vor der Küste Floridas, in dem er 10 Tage arbeitete.
Im Oktober 2007 wurde er für die Weltraummission STS-119 eingeteilt. Bei dieser Space-Shuttle-Mission wurde das letzte Solarzellenelement der ISS ins All gebracht. Der Start erfolgte am 15. März 2009. Die STS-119-Mission ging am 28. März 2009 mit der Landung am Kennedy Space Center in Florida erfolgreich zu Ende.
Im Zeitraum vom 20. bis 26. Oktober 2011 war er mit Michael Landon Gernhardt und Stanley Glen Love in der Mond- & Asteroidenlandungssimulation der Unterwassermission NEEMO-15.
Am 28. März 2017 gab die NASA bekannt, dass Arnold für die ISS-Expeditionen 55 und 56 zugeteilt sei. Arnold startete am 21. März 2018 mit dem Raumschiff Sojus MS-08 zur ISS und arbeitete dort bis zum 4. Oktober 2018.
Richard R. Arnold ist Funkamateur mit dem Rufzeichen KE5DAU.

## Privates
Richard Arnold ist verheiratet und hat zwei Töchter.